# Nati il 21 maggio
| Questa pagina contiene informazioni ricavate automaticamente dalle voci biografiche con l'ausilio del template Bio e di un bot. L'aggiornamento è periodico e automatico e ricostruisce completamente la pagina. Se manca una persona in questa lista, sei pregato di non aggiungerla, ma accertati piuttosto che la sua voce biografica contenga il template Bio e che i dati anagrafici siano correttamente compilati. Se il template Bio manca, inseriscilo tu stesso o, in alternativa, metti l'avviso {{tmp\|Bio}} che ne segnala la mancanza. Se i dati riportati sono sbagliati, correggi direttamente la voce biografica; le modifiche saranno visibili in questa lista entro pochi giorni. Per chiarimenti vedi il progetto biografie. La lista contiene solo le 1.139 persone che sono citate nell'enciclopedia e per le quali è stato implementato correttamente il template Bio. Pagina aggiornata al 13 ago 2025. |

## II secolo a.C.(1)
- 120 a.C. - Aurelia Cotta, romana († 54 a.C.)

## XII secolo(1)
- 1173 - Shinran, monaco buddista giapponese († 1263)

## XV secolo(3)
- 1454 - Ermolao Barbaro il Giovane, umanista, patriarca cattolico e diplomatico italiano († 1493)
- 1463 - Shimazu Tadamasa, militare giapponese († 1508)
- 1471 - Albrecht Dürer, pittore, incisore e matematico tedesco († 1528)

## XVI secolo(3)
- 1527 - Filippo II di Spagna, sovrano spagnolo († 1598)
- 1545 - Girolamo Pamphili, cardinale italiano († 1610)
- 1567 - Cosimo della Gherardesca, vescovo cattolico italiano († 1634)

## XVII secolo(12)
- 1613 - Giacomo Boncompagni, III duca di Sora, nobile e militare italiano († 1636)
- 1626 - Wolfgang Carl Briegel, musicista e compositore tedesco († 1712)
- 1627 - Francesco Antonio Boscaroli, vescovo cattolico e teologo italiano († 1679)
- 1632 - Feodosija Prokof'evna Morozova, monaca cristiana russa († 1675)
- 1642 - Lorenzo Maria Fieschi, cardinale e arcivescovo cattolico italiano († 1726)
- 1653 - Eleonora Maria Giuseppina d'Austria, regina († 1697)
- 1659 - Johann Leopold von Trautson, nobile e politico austriaco († 1724)
- 1664 - Giulio Alberoni, cardinale e politico italiano († 1752)
- 1671 - Azzolino Bernardino della Ciaia, organista, clavicembalista e compositore italiano († 1755)
- 1688 - Contuccio Contucci, archeologo e gesuita italiano († 1768)
- 1688 - Alexander Pope, poeta inglese († 1744)
- 1696 - Carlotta Sofia di Anhalt-Bernburg, nobile († 1762)

## XVIII secolo(34)
- 1702 - John Rous, militare britannico († 1760)
- 1703 - Maria Francesca di Oettingen-Spielberg, principessa tedesca († 1737)
- 1710 - Thomas Thynne, II visconte Weymouth, politico inglese († 1751)
- 1715 - Eugène de Courten, generale svizzero († 1802)
- 1718 - Anton Maria Garbi, pittore italiano († 1797)
- 1720 - Antonio Corbisiero, compositore italiano († 1790)
- 1731 - Johann Ernst Heinsius, pittore tedesco († 1794)
- 1735 - Giuseppe Battista Piacenza, architetto italiano († 1818)
- 1740 - Gaspare Pacchierotti, cantante castrato italiano († 1821)
- 1741 - Benedetto Piossasco di None, generale italiano († 1822)
- 1751 - Gudmund Jöran Adlerbeth, politico, storico e antiquario svedese († 1818)
- 1756 - Mosè Formiggini, banchiere, imprenditore e politico italiano († 1809)
- 1758 - Laurence Parsons, II conte di Rosse, nobile irlandese († 1841)
- 1762 - William Turton, naturalista britannico († 1835)
- 1763 - Esprit Tranquille Maistral, ammiraglio francese († 1815)
- 1769 - Ekaterina Aleksandrovna Stroganova, nobildonna russa († 1844)
- 1772 - Jean-René Guitter detto Saint-Martin, ufficiale francese († 1832)
- 1774 - Claude Antoine Compère, generale francese († 1812)
- 1775 - Luciano Bonaparte, politico e nobile francese († 1840)
- 1776 - Pavel Andreevič Šuvalov, ufficiale russo († 1823)
- 1777 - Rocco Beneventano, giurista e politico italiano († 1852)
- 1780 - Elizabeth Fry, filantropa britannica († 1845)
- 1785 - August Immanuel Bekker, filologo classico e grecista tedesco († 1871)
- 1786 - Karl Friedrich von Klöden, educatore, geografo e storico tedesco († 1856)
- 1790 - William Cavendish, VI duca di Devonshire, nobile e politico inglese († 1858)
- 1792 - Gaspard Gustave de Coriolis, matematico e fisico francese († 1843)
- 1793 - Paul de Kock, scrittore francese († 1871)
- 1793 - Levi Twiggs, militare statunitense († 1847)
- 1793 - Karl Eduard von Napiersky, storico della letteratura lettone († 1864)
- 1796 - Reverdy Johnson, politico statunitense († 1876)
- 1797 - Gottlieb Wilhelm Bischoff, botanico tedesco († 1854)
- 1797 - Camillo Guerra, pittore, disegnatore e restauratore italiano († 1874)
- 1799 - Mary Anning, paleontologa britannica († 1847)
- 1800 - Alessandro Manfredi Luserna d'Angrogna, generale italiano († 1867)

## XIX secolo(152)
- 1801 - Angelo Bo, medico e politico italiano († 1874)
- 1801 - Sofia Guglielmina di Svezia, principessa svedese († 1865)
- 1802 - Vincenzo Niutta, magistrato e giurista italiano († 1867)
- 1806 - Harriet Howard, nobildonna inglese († 1868)
- 1808 - Lavrentij Alekseevič Zagoskin, navigatore e esploratore russo († 1890)
- 1810 - David Carnesecchi, patriota italiano
- 1810 - Ignaz von Plener, politico e nobile austriaco († 1908)
- 1811 - Joseph Jacquier-Châtrier, politico francese († 1876)
- 1814 - Jean-Baptiste Henri Durand-Brager, pittore, incisore e fotografo francese († 1879)
- 1814 - Louis Janmot, pittore e poeta francese († 1892)
- 1816 - Stephen Allen Benson, politico liberiano († 1865)
- 1817 - Hermann Lotze, filosofo e logico tedesco († 1881)
- 1817 - Niklaus Riggenbach, ingegnere svizzero († 1899)
- 1818 - Lodovico Berti, giornalista, politico e avvocato italiano († 1897)
- 1819 - Harry Gem, tennista, avvocato e scrittore britannico († 1881)
- 1819 - Carl Wilhelm von Zehender, oculista tedesco († 1916)
- 1820 - Nikolaj Karlovič Girs, politico russo († 1895)
- 1821 - Saro Zagari, scultore italiano († 1897)
- 1823 - Adolph Carl von Rothschild, banchiere tedesco († 1900)
- 1825 - Pietro Agliardi, pittore italiano († 1886)
- 1826 - Gennaro Placco, patriota e poeta italiano († 1896)
- 1827 - Wilhelm Lauche, agronomo tedesco († 1883)
- 1827 - Giacomo Racioppi, storico, politico e economista italiano († 1908)
- 1833 - Forster Fitzgerald Arbuthnot, orientalista e traduttore britannico († 1901)
- 1834 - Carlo I di Löwenstein-Wertheim-Rosenberg, nobile tedesco († 1921)
- 1834 - Maria Isabella d'Asburgo-Lorena, nobile italiana († 1901)
- 1837 - Edward Hooker Dewey, medico statunitense († 1904)
- 1837 - Taisuke Itagaki, politico giapponese († 1919)
- 1837 - Carlo Lanza, militare, diplomatico e politico italiano († 1918)
- 1839 - Hélène de Chappotin de Neuville, religiosa francese († 1904)
- 1839 - Nils Christoffer Dunér, astronomo svedese († 1914)
- 1840 - Camille Alphonse Faure, ingegnere francese († 1898)
- 1840 - Stefano Giuliano Messaggi, militare e patriota italiano († 1866)
- 1840 - William Gordon Stables, scrittore e medico scozzese († 1910)
- 1841 - Joseph Parry, compositore, musicista e docente gallese († 1903)
- 1841 - Félix Sardá y Salvany, presbitero e scrittore spagnolo († 1916)
- 1843 - Charles Albert Gobat, politico svizzero († 1914)
- 1843 - Damiano Marinelli, alpinista e esploratore italiano († 1881)
- 1843 - Michail Vasil'evič Pevcov, militare e esploratore russo († 1902)
- 1843 - Louis Renault, giurista francese († 1918)
- 1844 - John Beresford, V marchese di Waterford, politico irlandese († 1895)
- 1844 - Henri Rousseau, pittore francese († 1910)
- 1846 - Luc-Olivier Merson, pittore e illustratore francese († 1920)
- 1847 - Antonio Favaro, matematico e storico della scienza italiano († 1922)
- 1849 - Édouard-Henri Avril, pittore e illustratore francese († 1928)
- 1850 - Giuseppe Mercalli, geologo, sismologo e vulcanologo italiano († 1914)
- 1851 - Léon Bourgeois, politico francese († 1925)
- 1853 - Mariano Borgatti, militare italiano († 1933)
- 1853 - Heinrich Lammasch, politico e giurista austriaco († 1920)
- 1854 - Hovsep Aznavur, architetto ottomano († 1935)
- 1855 - Romeo Cristani, scultore italiano († 1920)
- 1855 - Luigi Robecchi Bricchetti, geografo e esploratore italiano († 1926)
- 1855 - Émile Verhaeren, poeta belga († 1916)
- 1856 - José Batlle y Ordóñez, politico e giornalista uruguaiano († 1929)
- 1857 - Federico di Hohenau, nobile tedesco († 1914)
- 1858 - Edouard Goursat, matematico francese († 1936)
- 1859 - Emilio Dulio, politico italiano († 1950)
- 1859 - Otto Hupp, tipografo, incisore e pittore tedesco († 1949)
- 1860 - Willem Einthoven, fisiologo olandese († 1927)
- 1861 - Karl Anrather, pittore austriaco († 1893)
- 1863 - Eugenio d'Asburgo-Teschen, generale austriaco († 1954)
- 1863 - John Robertson Henderson, zoologo e antiquario britannico († 1925)
- 1863 - Dimităr Stančov, diplomatico e politico bulgaro († 1940)
- 1864 - Michele Cannavò, scultore italiano († 1941)
- 1864 - Gyula Pikler, filosofo ungherese († 1937)
- 1864 - Stefania del Belgio, principessa belga († 1945)
- 1865 - Evert Larock, pittore e docente belga († 1901)
- 1867 - Frances Densmore, etnografa e etnomusicologa statunitense († 1957)
- 1867 - Nicola Monterisi, arcivescovo cattolico italiano († 1944)
- 1867 - Sebastiano Satta, poeta, scrittore e avvocato italiano († 1914)
- 1868 - Xavier Léon, filosofo e storico della filosofia francese († 1935)
- 1868 - René Nulens, ciclista su strada e pistard belga († 1924)
- 1868 - Marie-Berthe de Rohan, nobile boema († 1945)
- 1870 - Richard Bennett, attore statunitense († 1944)
- 1870 - William Cameron Forbes, banchiere e diplomatico statunitense († 1959)
- 1872 - Adelaide Bernardini, scrittrice, poetessa e drammaturga italiana († 1944)
- 1872 - Gyda Christensen, attrice teatrale, ballerina e coreografa norvegese († 1964)
- 1872 - Teffi, scrittrice e drammaturga russa († 1952)
- 1872 - Philippe de Vilmorin, botanico e genetista francese († 1917)
- 1873 - Hans Berger, medico tedesco († 1941)
- 1873 - George Brudenell-Bruce, VI marchese di Ailesbury, ufficiale inglese († 1961)
- 1873 - Pasquale Coppa-Zuccari, giurista italiano († 1927)
- 1873 - Emil Ermatinger, filologo tedesco († 1953)
- 1873 - Johannes Gandil, velocista e calciatore danese († 1956)
- 1873 - Batilde di Schaumburg-Lippe, principessa tedesca († 1962)
- 1874 - Ugo Bernasconi, pittore, scrittore e aforista italiano († 1960)
- 1874 - Julius Nuninger, ginnasta tedesco
- 1874 - Thomas Swindlehurst, tiratore di fune britannico († 1959)
- 1875 - Edmund Heller, zoologo e naturalista statunitense († 1939)
- 1876 - Prosper Alfaric, storico delle religioni francese († 1955)
- 1876 - James Durkin, attore e regista canadese († 1934)
- 1878 - Pietro Betta, architetto e urbanista italiano († 1932)
- 1878 - Glenn Curtiss, imprenditore statunitense († 1930)
- 1878 - Umberto Gnoli, storico dell'arte e museologo italiano († 1947)
- 1878 - Vittorio Zecchin, artista italiano († 1947)
- 1879 - Giuseppe Giulietti, sindacalista e politico italiano († 1953)
- 1879 - Gustáv Mallý, pittore slovacco († 1952)
- 1879 - Karl Felix Wolff, giornalista, scrittore e antropologo austriaco († 1966)
- 1880 - Tudor Arghezi, scrittore romeno († 1967)
- 1880 - Peter Dolfen, tiratore a segno statunitense († 1947)
- 1881 - Giambattista Bosco Lucarelli, avvocato e politico italiano († 1954)
- 1881 - Vittore Rosario Fernandes, vescovo cattolico indiano († 1955)
- 1882 - Mathurin Méheut, pittore, disegnatore e illustratore francese († 1958)
- 1882 - Ugo Rindi, anarchico e antifascista italiano († 1924)
- 1884 - Marthe Beraud, sensitiva francese
- 1885 - Gustavo Carrer, calciatore e allenatore di calcio italiano († 1968)
- 1885 - O.A.C. Lund, regista, sceneggiatore e attore svedese († 1963)
- 1885 - Sofia di Schönburg-Waldenburg, principessa († 1936)
- 1886 - Paul Drouot, poeta francese († 1915)
- 1887 - Rodolfo Boselli, militare italiano († 1912)
- 1887 - Avenir Aleksandrovič Jakovkin, astronomo russo († 1974)
- 1887 - Philip Joubert de la Ferté, aviatore inglese († 1965)
- 1887 - Olga Oelkers, schermitrice tedesca († 1969)
- 1887 - Elizabeth Polunin, scenografa e pittrice britannica († 1950)
- 1887 - Mabel Taliaferro, attrice statunitense († 1979)
- 1888 - Evasio Lampiano, pilota automobilistico italiano († 1923)
- 1888 - Michael Schulien, presbitero, missionario e etnologo tedesco († 1968)
- 1889 - Arthur Hohl, attore statunitense († 1964)
- 1889 - Mario Massetti, avvocato, atleta e militare italiano († 1915)
- 1889 - Leopoldo Mountbatten, principe britannico († 1922)
- 1890 - Salvatore Andreola, fotografo italiano († 1970)
- 1890 - Harry Tierney, compositore statunitense († 1965)
- 1892 - James Masters, calciatore australiano († 1955)
- 1893 - Raimondo Carta Raspi, storico e editore italiano († 1965)
- 1893 - Maurice Champreux, montatore, direttore della fotografia e regista francese († 1976)
- 1893 - Charles Portal, militare britannico († 1971)
- 1893 - Antoine Rouches, calciatore francese († 1974)
- 1894 - Regina Cassolo Bracchi, scultrice italiana († 1974)
- 1894 - Pedro Etchegoyen, calciatore uruguaiano
- 1894 - Mickey MacKay, hockeista su ghiaccio statunitense († 1940)
- 1894 - Angiolo Mazzoni, ingegnere e architetto italiano († 1979)
- 1894 - Giuseppe Morando, calciatore italiano († 1939)
- 1895 - Nicola Angelucci, avvocato e politico italiano († 1988)
- 1895 - Lázaro Cárdenas del Río, politico e generale messicano († 1970)
- 1895 - Ludovico Censi, aviatore, militare e diplomatico italiano († 1964)
- 1895 - Nikifor, pittore polacco († 1968)
- 1895 - Desiderius Papp, giornalista e storico della scienza austro-ungarico († 1993)
- 1896 - Rocco Santacroce, antifascista, partigiano e politico italiano († 1981)
- 1897 - Smaranda Brăescu, aviatrice romena († 1948)
- 1897 - Markus Feldmann, politico svizzero († 1958)
- 1897 - Ralston Paterson, radiologo e oncologo scozzese († 1981)
- 1898 - Eusebio Díaz, calciatore paraguaiano († 1959)
- 1898 - Charly Fasel, hockeista su ghiaccio svizzero († 1984)
- 1898 - Armand Hammer, imprenditore statunitense († 1990)
- 1898 - Carl Johnson, lunghista statunitense († 1932)
- 1898 - Glen MacWilliams, direttore della fotografia statunitense († 1984)
- 1898 - Arthur Suhle, numismatico tedesco († 1974)
- 1899 - Diomira Jacobini, attrice italiana († 1959)
- 1899 - Fawzi Maluf, poeta brasiliano († 1930)
- 1899 - Ralph Sanford, attore statunitense († 1963)
- 1899 - Jean Valin, calciatore lussemburghese († 1983)
- 1900 - Oreste Bogliardi, pittore italiano († 1968)

## XX secolo(901)
- 1901 - Giuseppe Calvi, calciatore italiano († 1995)
- 1901 - Horace Heidt, pianista statunitense († 1986)
- 1901 - Suzanne Lilar, drammaturga, saggista e scrittrice belga († 1992)
- 1901 - Sergej Konstantinovič Tumanskij, ingegnere sovietico († 1973)
- 1902 - Earl Averill, giocatore di baseball statunitense († 1983)
- 1902 - Omero Cambi, giornalista e poeta italiano († 1965)
- 1902 - Zdzisław Kawecki, cavaliere polacco († 1940)
- 1903 - Ludwig Leinberger, calciatore tedesco († 1943)
- 1903 - Manly Wade Wellman, scrittore statunitense († 1986)
- 1904 - James Crawford, calciatore scozzese († 1976)
- 1904 - Robert Montgomery, attore, regista e produttore cinematografico statunitense († 1981)
- 1904 - Fats Waller, pianista, compositore e cantante statunitense († 1943)
- 1905 - Rosalia Chladek, ballerina, coreografa e insegnante ceca († 1995)
- 1905 - Felix Gilbert, storico tedesco († 1991)
- 1905 - Berto Ricci, scrittore, poeta e giornalista italiano († 1941)
- 1906 - Nii Amaa Ollennu, politico ghanese († 1986)
- 1906 - Willy Ferrero, direttore d'orchestra italiano († 1954)
- 1906 - Sergej Apollinarievič Gerasimov, attore e regista sovietico († 1985)
- 1906 - Eve Greene, sceneggiatrice statunitense († 1997)
- 1906 - Lola Lane, attrice statunitense († 1981)
- 1906 - Romolo Maggi, fantino italiano († 1967)
- 1906 - Dorothy Tree, attrice e insegnante statunitense († 1992)
- 1907 - Rudolf Dolejší, calciatore cecoslovacco († 1977)
- 1907 - Jolán Jászai, attrice ungherese († 2008)
- 1907 - Karl Graf von Spreti, diplomatico, architetto e politico tedesco († 1970)
- 1908 - Mina d'Albore, soprano italiano († 1996)
- 1909 - Bruno Braga, calciatore italiano
- 1909 - Maurice Buret, cavaliere francese († 2003)
- 1909 - Odd Hoel, calciatore norvegese († 1979)
- 1909 - Giulio Neri, basso italiano († 1958)
- 1909 - Víctor Unamuno, calciatore spagnolo († 1988)
- 1909 - Guy de Rothschild, banchiere francese († 2007)
- 1910 - Antonio Barrios, allenatore di calcio spagnolo († 2002)
- 1910 - João Belo, calciatore portoghese († 1960)
- 1910 - Angelo Bruno, mafioso italiano († 1980)
- 1910 - Bertram Dean, britannico († 1992)
- 1910 - Josef Hassmann, calciatore austriaco († 1969)
- 1910 - Felix Landau, militare austriaco († 1983)
- 1910 - František Mareš, calciatore cecoslovacco († 1942)
- 1910 - Giorgio Monicelli, traduttore, curatore editoriale e partigiano italiano († 1968)
- 1910 - Mario Pisu, attore e doppiatore italiano († 1976)
- 1910 - Marie-Rose Tessier, supercentenaria francese
- 1911 - Leopoldo Bolognesi, calciatore italiano
- 1911 - Pietro Capra, calciatore italiano
- 1911 - Pietro Maestroni, calciatore italiano († 1988)
- 1911 - Maurice Nadeau, scrittore, saggista e insegnante francese († 2013)
- 1911 - Gianni Santuccio, attore e regista teatrale italiano († 1989)
- 1911 - Giovanni Sorba, militare italiano († 1939)
- 1911 - Enzo Tarquinio, pittore, decoratore e restauratore italiano († 1985)
- 1912 - Kurt Bolender, militare tedesco († 1966)
- 1912 - Carmelo Cappello, scultore italiano († 1996)
- 1912 - Hassan El-Far, calciatore egiziano († 1973)
- 1913 - Titta Arista, conduttore radiofonico e giornalista italiano († 1990)
- 1913 - Raymond Hamilton, criminale statunitense († 1935)
- 1913 - Suzan Kahramaner, matematica turca († 2006)
- 1913 - Luigi Mariotti, militare e aviatore italiano († 1944)
- 1913 - Carlo Mussa Ivaldi Vercelli, fisico, politico e partigiano italiano († 1989)
- 1913 - Zvonimir Požega, calciatore jugoslavo († 1941)
- 1914 - Richard Ellington, scrittore e sceneggiatore statunitense († 1980)
- 1914 - Gerhard Funke, filosofo tedesco († 2006)
- 1914 - Romain Gary, scrittore, aviatore e diplomatico lituano († 1980)
- 1914 - John Hubley, regista, sceneggiatore e animatore statunitense († 1977)
- 1914 - Edgar Reinhardt, pallamanista tedesco († 1985)
- 1914 - Alfonso Rotolo, militare e aviatore italiano († 1941)
- 1915 - René Tavernier, poeta e filosofo francese († 1989)
- 1915 - Bruno Weber, medico e batteriologo tedesco († 1956)
- 1916 - Wilhelm Batz, aviatore tedesco († 1988)
- 1916 - Herman A. Blumenthal, scenografo statunitense († 1986)
- 1916 - Dennis Day, attore statunitense († 1988)
- 1916 - Tinus Osendarp, velocista olandese († 2002)
- 1916 - Harold Robbins, scrittore statunitense († 1997)
- 1916 - Malcolm Sayer, designer inglese († 1970)
- 1916 - Reinhard Schaletzki, calciatore tedesco († 1995)
- 1917 - Raymond Burr, attore canadese († 1993)
- 1917 - Aurelio Curti, politico italiano († 1990)
- 1917 - Jan Deddens, poliziotto olandese († 1999)
- 1917 - Aníbal Paz, calciatore uruguaiano († 2013)
- 1918 - Jeanne Bates, attrice statunitense († 2007)
- 1918 - Traian Crișan, arcivescovo cattolico rumeno († 1990)
- 1919 - Anna Arena, attrice italiana († 1974)
- 1919 - Luigi Vitto, calciatore e allenatore di calcio italiano († 1981)
- 1920 - Bill Barber, suonatore di tuba statunitense († 2007)
- 1920 - John Chadwick, linguista e filologo classico britannico († 1998)
- 1920 - Vincenzo De Michele, politico italiano († 2023)
- 1920 - Domenico Laiolo, aviatore e militare italiano († 2002)
- 1920 - Pierre Molinéris, ciclista su strada e dirigente sportivo francese († 2009)
- 1920 - Anthony Steel, attore britannico († 2001)
- 1920 - Emil Velenský, cestista cecoslovacco († 2003)
- 1920 - Friedrich Zipfel, storico e scrittore tedesco († 1978)
- 1921 - Jean Dewasne, pittore francese († 1999)
- 1921 - Ruth Langer, nuotatrice austriaca († 1999)
- 1921 - Annita Malavasi, partigiana italiana († 2011)
- 1921 - Andrés Mitrovic, cestista cileno († 2008)
- 1921 - Vito Rosa, politico italiano († 1990)
- 1921 - Andrej Dmitrievič Sacharov, fisico e attivista sovietico († 1989)
- 1921 - Prabhat Ranjan Sarkar, filosofo indiano († 1990)
- 1921 - Adriano Soldini, scrittore e saggista svizzero († 1989)
- 1922 - Jorge Andrade, drammaturgo, sceneggiatore e autore televisivo brasiliano († 1984)
- 1922 - Alfredo Censi, attore, doppiatore e direttore del doppiaggio italiano († 1995)
- 1922 - Michael Collins, attore britannico († 1979)
- 1922 - Carmine Di Giosia, militare italiano († 1943)
- 1922 - Pio Laghi, cardinale e arcivescovo cattolico italiano († 2009)
- 1922 - Fosco Montini, carabiniere e partigiano italiano († 1944)
- 1922 - Augusto Murer, scultore, pittore e partigiano italiano († 1985)
- 1923 - Armand Borel, matematico svizzero († 2004)
- 1923 - Désiré Carré, calciatore francese († 2014)
- 1923 - Clarence Gaines, cestista e allenatore di pallacanestro statunitense († 2005)
- 1923 - Rick Jason, attore statunitense († 2000)
- 1923 - Leo Klier, cestista e allenatore di pallacanestro statunitense († 2005)
- 1923 - Nello Mariani, politico italiano († 2009)
- 1923 - Tadeusz Rybczynski, economista polacco († 1998)
- 1923 - Evelyn Ward, attrice statunitense († 2012)
- 1924 - Peggy Cass, attrice e comica statunitense († 1999)
- 1924 - Luigi Dal Pont, partigiano italiano († 1985)
- 1924 - Maria Adelaide di Lussemburgo, principessa lussemburghese († 2007)
- 1924 - Nikos Nīsiōtīs, dirigente sportivo e allenatore di pallacanestro greco († 1986)
- 1924 - Cotton Owens, pilota automobilistico statunitense († 2012)
- 1924 - Doris Schade, attrice tedesca († 2012)
- 1924 - Melchior Thalmann, ginnasta svizzero († 2013)
- 1925 - Serafim Baptista, calciatore portoghese († 2011)
- 1925 - Pasieguito, allenatore di calcio e calciatore spagnolo († 2002)
- 1925 - Olof Thunberg, attore, doppiatore e regista svedese († 2020)
- 1925 - Märta Torén, attrice svedese († 1957)
- 1925 - Jean Valère, regista francese († 2017)
- 1926 - Albino Buticchi, dirigente sportivo italiano († 2003)
- 1926 - Robert Creeley, poeta statunitense († 2005)
- 1926 - Albert Grossman, imprenditore e manager statunitense († 1986)
- 1926 - André Houška, calciatore cecoslovacco († 1991)
- 1926 - Adele Maria Jemolo, partigiana e politica italiana († 1970)
- 1926 - Elihu Katz, sociologo statunitense († 2021)
- 1926 - Salvatore Meluso, scrittore italiano († 2013)
- 1926 - Eolo Parodi, politico italiano († 2018)
- 1926 - Hazel Redick-Smith, tennista sudafricana († 1996)
- 1927 - Vittorio Annona, paroliere italiano († 1989)
- 1927 - Elliot Berg, economista e saggista statunitense († 2002)
- 1927 - Elio Brasola, ciclista su strada e pistard italiano († 1998)
- 1927 - Bill Holman, arrangiatore, compositore e sassofonista statunitense († 2016)
- 1927 - Kay Kendall, attrice britannica († 1959)
- 1927 - Margita Vozárová, astronoma slovacca († 1994)
- 1928 - Tom Donahue, disc jockey e produttore discografico statunitense († 1975)
- 1928 - Alice Drummond, attrice statunitense († 2016)
- 1928 - Luciano Frigerio, designer, artista e musicista italiano († 1999)
- 1928 - Manuel Martínez Canales, calciatore spagnolo († 2014)
- 1928 - António Ribeiro, cardinale e patriarca cattolico portoghese († 1998)
- 1930 - Pietro Battaglia, politico italiano († 2004)
- 1930 - Egle Becchi, pedagogista e storica italiana († 2022)
- 1930 - Paola Bernardi, musicologa e clavicembalista italiana († 1999)
- 1930 - Antonia Ciasca, archeologa italiana († 2001)
- 1930 - Cyrus Elias, attore statunitense († 2013)
- 1930 - Malcolm Fraser, politico australiano († 2015)
- 1930 - Gianni Ghidini, ciclista su strada italiano († 1995)
- 1930 - Kesang Choden, regina bhutanese
- 1930 - Jim Neal, cestista statunitense († 2011)
- 1930 - Lucio Pisani, poeta e politico italiano († 2018)
- 1930 - Giuseppe Ruzzolini, direttore della fotografia italiano († 2007)
- 1930 - Jack Taylor, arbitro di calcio inglese († 2012)
- 1930 - Stanley Wells, critico letterario e anglista britannico
- 1931 - Mino De Rossi, ciclista su strada e pistard italiano († 2022)
- 1931 - Fulvia Franco, attrice italiana († 1988)
- 1931 - Dido Guerrieri, allenatore di pallacanestro e giornalista italiano († 2013)
- 1931 - Salvatore Martire, calciatore italiano († 2017)
- 1931 - Carlo Tuzii, regista, sceneggiatore e produttore televisivo italiano († 2000)
- 1931 - Mario Vecchiatto, pugile italiano († 1987)
- 1932 - Enrico Filippini, giornalista e traduttore svizzero († 1988)
- 1932 - Graham Gipson, velocista australiano († 2023)
- 1932 - Inese Jaunzeme, giavellottista sovietica († 2011)
- 1932 - Hayao Nakayama, imprenditore giapponese
- 1932 - Laura Rizzoli, attrice, doppiatrice e direttrice del doppiaggio italiana († 2020)
- 1932 - Jean Stablinski, ciclista su strada francese († 2007)
- 1932 - Ann Stephens, cantante e attrice inglese († 1966)
- 1932 - Gabriele Wohmann, scrittrice tedesca († 2015)
- 1933 - Maurice André, trombettista francese († 2012)
- 1933 - Aleksandr Berkutov, canottiere sovietico († 2012)
- 1933 - Umberto Colombo, calciatore italiano († 2021)
- 1933 - Richard Libertini, attore statunitense († 2016)
- 1933 - Evgenij Minaev, sollevatore sovietico († 1993)
- 1933 - Gonzalo Puyat, dirigente sportivo filippino († 2013)
- 1933 - Toivo Salonen, pattinatore di velocità su ghiaccio finlandese († 2019)
- 1933 - Ray Sambrook, calciatore inglese († 1999)
- 1934 - Luciano Gatto, fumettista italiano
- 1934 - Mandrake, cantante e percussionista brasiliano († 1988)
- 1934 - Gleb Anatol'evič Panfilov, regista e sceneggiatore russo († 2023)
- 1934 - Beppe Recchia, regista televisivo italiano († 2007)
- 1934 - Bengt Samuelsson, biochimico svedese († 2024)
- 1934 - Giuseppe Serra, politico italiano († 2008)
- 1934 - Franco Spisani, filosofo italiano († 2007)
- 1934 - Johnny Stewart, attore e cantante statunitense
- 1935 - Mario Arcelli, economista, saggista e politico italiano († 2004)
- 1935 - Giorgio Buratti, contrabbassista italiano († 2022)
- 1935 - Walter Wink, teologo e biblista statunitense († 2012)
- 1936 - Joe Alves, scenografo e regista statunitense
- 1936 - Günter Blobel, biologo tedesco († 2018)
- 1936 - Gene Keady, allenatore di pallacanestro statunitense
- 1936 - Rolando Picchioni, politico italiano († 2023)
- 1937 - Ricardo Alarcón de Quesada, politico e diplomatico cubano († 2022)
- 1937 - Ademaro Breviglieri, calciatore italiano († 2011)
- 1937 - Nikolaj Maksimovič Fomin, ingegnere sovietico
- 1937 - Hansjörg Hirschbühl, bobbista svizzero
- 1937 - Menghistu Hailé Mariàm, militare, rivoluzionario e politico etiope
- 1937 - Fausto Oneta, fumettista italiano († 2009)
- 1937 - Umberto Rotondi, compositore italiano († 2007)
- 1938 - Luis Hernán Álvarez, calciatore cileno († 1991)
- 1938 - Francisco Copello, attore, docente e scrittore cileno († 2006)
- 1938 - Ross Hagen, attore, regista e doppiatore statunitense († 2011)
- 1938 - Kay Pollak, regista e sceneggiatore svedese
- 1938 - Urs Widmer, scrittore e traduttore svizzero († 2014)
- 1939 - Janilla Bruckmann, scrittrice e antropologa italiana († 2024)
- 1939 - Luciano Cian, psicologo e presbitero italiano († 1993)
- 1939 - David Groh, attore statunitense († 2008)
- 1939 - Heinz Holliger, oboista, direttore d'orchestra e compositore svizzero
- 1939 - José Manuel Lasa, ciclista su strada spagnolo
- 1939 - Raúl Madero, calciatore argentino († 2021)
- 1939 - Ivo Mahlknecht, sciatore alpino e allenatore di sci alpino italiano († 2020)
- 1939 - Peter Phillips, artista britannico († 2025)
- 1939 - Paolo Antonio Pirazzoli, geologo italiano († 2017)
- 1939 - Tony Rohr, attore irlandese († 2023)
- 1939 - Sofiko Čiaureli, attrice georgiana († 2008)
- 1940 - Robert Budzynski, calciatore e dirigente sportivo francese († 2023)
- 1940 - Maria Grazia Ciani, grecista, traduttrice e scrittrice italiana
- 1940 - Dimitrije Davidović, allenatore di calcio e ex calciatore jugoslavo
- 1940 - Gioacchino De Palma, ex maratoneta italiano
- 1940 - Luciano Giorgi, politico italiano
- 1940 - Belkis Leal, ex schermitrice venezuelana
- 1940 - Guido Martufi, attore italiano († 2018)
- 1940 - Tony Sheridan, cantautore e chitarrista britannico († 2013)
- 1941 - Umberto Ammaturo, mafioso e collaboratore di giustizia italiano
- 1941 - Umberto Carpi, politico, storico della letteratura e italianista italiano († 2013)
- 1941 - Bobby Cox, ex giocatore di baseball e allenatore di baseball statunitense
- 1941 - Francesco Del Punta, storico della filosofia italiano († 2013)
- 1941 - Giuseppe Giacomo Gambino, mafioso italiano († 1996)
- 1941 - Gregory Hill, scrittore statunitense († 2000)
- 1941 - Ronald Isley, cantautore e produttore discografico statunitense
- 1941 - Giuseppe Leone, politico italiano († 2015)
- 1941 - Vittorio Mazzoni della Stella, politico e funzionario italiano
- 1941 - Vittorio Morace, armatore e dirigente sportivo italiano († 2022)
- 1941 - Agathe Pembellot, magistrato della Repubblica del Congo († 2016)
- 1941 - Ton Pronk, calciatore olandese († 2016)
- 1941 - Arlette Rustichelli, ex cestista francese
- 1941 - Ettore Toscano, attore, regista e poeta italiano († 2020)
- 1942 - Anthony Casso, criminale statunitense († 2020)
- 1942 - Giovanni Giuga, poeta e scrittore italiano († 2021)
- 1942 - John Konrads, nuotatore australiano († 2021)
- 1942 - Danny Ongais, pilota automobilistico statunitense († 2022)
- 1942 - Piero Patrussi, ex arbitro di calcio italiano
- 1942 - Robert Springer, ex astronauta statunitense
- 1942 - Ivo Viktor, ex calciatore e allenatore di calcio cecoslovacco
- 1943 - Carlo Andreotti, politico e giornalista italiano
- 1943 - Giuseppe Bentivoglio, paroliere e giornalista italiano († 2023)
- 1943 - Vincent Crane, tastierista britannico († 1989)
- 1943 - John Dalton, bassista britannico
- 1943 - Luigi Frezzato, politico italiano
- 1943 - José Luis López Peinado, ex calciatore spagnolo
- 1943 - Tullio Montagna, politico italiano († 2024)
- 1943 - Beverley Naidoo, scrittrice sudafricana
- 1943 - Michael Noonan, politico e scrittore irlandese
- 1943 - Enzo Pulcrano, attore e pugile italiano († 1992)
- 1943 - Glenn Ressler, ex giocatore di football americano statunitense
- 1943 - Hilton Valentine, chitarrista britannico († 2021)
- 1943 - Ron Watts, cestista statunitense († 2022)
- 1943 - Shannon Wilcox, attrice statunitense († 2023)
- 1944 - Haleh Afshar, politica, docente e giornalista britannica († 2022)
- 1944 - Giovanni De Nava, attore italiano
- 1944 - Kim Deitch, animatore, disegnatore e fumettista statunitense
- 1944 - Janet Dailey, scrittrice statunitense († 2013)
- 1944 - Carmen Villani, cantante, attrice e showgirl italiana
- 1945 - John Carneglia, mafioso statunitense
- 1945 - Ottavio Crepaldi, ex ciclista su strada italiano
- 1945 - Nebojša Đorđević, calciatore jugoslavo († 2023)
- 1945 - Eduardo Geada, regista, critico cinematografico e saggista portoghese
- 1945 - Richard Hatch, attore statunitense († 2017)
- 1945 - Ernst Messerschmid, fisico e ex astronauta tedesco
- 1945 - Martin Pearlman, direttore d'orchestra, clavicembalista e compositore statunitense
- 1946 - Carlo Bertocci, pittore italiano
- 1946 - Nikolaj Dostal', regista sovietico († 2023)
- 1946 - Erwin Kostedde, ex calciatore tedesco
- 1946 - Katia Christine, attrice e ex modella olandese
- 1947 - Seda Aznavour, cantante e attrice francese
- 1947 - Franco Catto, ex calciatore italiano
- 1947 - Bill Champlin, cantante, tastierista e chitarrista statunitense
- 1947 - Tommy Coakley, ex calciatore e allenatore di calcio scozzese
- 1947 - Mark Jacoby, attore, cantante e attore teatrale statunitense
- 1947 - Joachim Kirst, ex multiplista tedesco
- 1947 - Linda Laubenstein, medico e oncologo statunitense († 1992)
- 1947 - Telesphore George Mpundu, arcivescovo cattolico zambiano
- 1947 - İlber Ortaylı, storico e storico dell'arte turco
- 1947 - Nello Rossi, magistrato italiano
- 1947 - Gianluigi Roveta, ex calciatore italiano
- 1947 - Leszek Teleszyński, attore polacco
- 1947 - Giorgio Zagnoni, flautista italiano
- 1948 - D'Jamin Bartlett, attrice e cantante statunitense
- 1948 - Peter Lamarque, filosofo britannico
- 1948 - Anna Lo Bianco, storica dell'arte italiana
- 1948 - Federico Ormezzano, pilota di rally italiano
- 1948 - Carol Potter, attrice statunitense
- 1948 - Leo Sayer, cantante inglese
- 1948 - Günter Zöller, ex pattinatore artistico su ghiaccio tedesco
- 1949 - Stefano Anzi, imprenditore e ex sciatore alpino italiano
- 1949 - Hermes Aquino, cantautore, musicista e compositore brasiliano
- 1949 - Marie-Marguerite Dufay, politica francese
- 1949 - Griffo, fumettista belga
- 1949 - Arno, cantautore e attore belga († 2022)
- 1949 - József Horváth, ex calciatore ungherese
- 1949 - Tasos Kōnstantinou, calciatore cipriota († 2019)
- 1949 - Tin Maung Maung, ex calciatore birmano
- 1949 - David Needham, ex calciatore inglese
- 1949 - Rosalind Plowright, mezzosoprano e attrice britannica
- 1949 - Ljubov' Poliščuk, attrice russa († 2006)
- 1949 - Will Ryan, doppiatore statunitense († 2021)
- 1950 - Maddalena Di Giacomo, editrice e gallerista italiana († 2016)
- 1950 - Anthony Grafton, storico statunitense
- 1950 - Jeanne Moos, giornalista statunitense
- 1950 - Pierluigi Sabatti, giornalista e scrittore italiano
- 1950 - Victor Sánchez Espinosa, arcivescovo cattolico messicano
- 1951 - Al Franken, politico, attore e umorista statunitense
- 1951 - János Graf Esterházy de Galántha, nobile, avvocato e dirigente d'azienda tedesco
- 1951 - Torey Hayden, psicologa statunitense
- 1951 - Henning Köhler, pedagogista e educatore tedesco († 2021)
- 1951 - Valeria Mongardini, cantante e attrice italiana
- 1951 - Marzia Piazza, modella venezuelana
- 1951 - Arthur Russell, violoncellista, cantante e compositore statunitense († 1992)
- 1951 - Kurt Röthlisberger, ex arbitro di calcio svizzero
- 1951 - Foots Walker, ex cestista statunitense
- 1952 - Emilio Carelli, giornalista, autore televisivo e politico italiano
- 1952 - Anna Maria Cigoli, pianista italiana
- 1952 - Jacques Glénat, editore francese
- 1952 - Delia Gualtiero, cantante italiana
- 1952 - Mario Mieli, attivista e scrittore italiano († 1983)
- 1952 - Pino Modica, artista italiano
- 1952 - Mr. T, attore e wrestler statunitense
- 1953 - Nora Aunor, attrice, cantante e produttrice cinematografica filippina († 2025)
- 1953 - Carl Carlton, cantante statunitense
- 1953 - Donna Drake, attrice, ballerina e cantante statunitense
- 1953 - Giuseppe Furlanis, architetto e designer italiano
- 1953 - Peter Lim, imprenditore e dirigente sportivo singaporiano
- 1953 - Luis María Prada, ex cestista spagnolo
- 1953 - Margherita Sestito, doppiatrice e attrice italiana
- 1954 - Dennis Boyd, ex cestista statunitense
- 1954 - Gaetano Cappelli, scrittore e germanista italiano
- 1954 - Marina Langner, modella e attrice tedesca
- 1954 - Steve Litt, ex calciatore inglese
- 1954 - Danny Nightingale, ex pentatleta britannico
- 1954 - Marc Ribot, chitarrista statunitense
- 1954 - Krăstju Semerdžiev, ex sollevatore bulgaro
- 1954 - Rik Toonen, ex pallanuotista olandese
- 1954 - Rosanna Vergnano, ex cestista italiana
- 1955 - Sam Adkins, ex giocatore di football americano statunitense
- 1955 - Larry Kapust, attore e doppiatore statunitense
- 1955 - Udo Kiessling, ex hockeista su ghiaccio tedesco
- 1955 - Mark Landsberger, ex cestista statunitense
- 1955 - Franco Marcoaldi, poeta e scrittore italiano
- 1955 - Carlo Pegorer, politico italiano
- 1955 - Mark Plotkin, etnologo e botanico statunitense
- 1955 - Milly Quezada, cantante dominicana
- 1955 - Oleg Leonidovič Saljukov, generale russo
- 1955 - Sergej Šojgu, generale e politico russo
- 1956 - Constantin Dudu Ionescu, politico e ingegnere rumeno
- 1956 - Agnes Lum, ex modella statunitense
- 1956 - Tassilo Thierbach, pattinatore artistico su ghiaccio tedesco († 2025)
- 1956 - Kevin Valentine, batterista statunitense
- 1957 - James Bailey, ex cestista statunitense
- 1957 - Bruce Buffer, annunciatore televisivo statunitense
- 1957 - Urbano Cairo, imprenditore, editore e dirigente sportivo italiano
- 1957 - Nadine Dorries, politica britannica
- 1957 - Toni Ebner, giornalista italiano
- 1957 - Christoph Gallio, sassofonista svizzero
- 1957 - Kyle T. Heffner, attore statunitense
- 1957 - Rebecca Jones, attrice messicana († 2023)
- 1957 - Seth Klarman, imprenditore e scrittore statunitense
- 1957 - Ökrös Oszkár, musicista ungherese († 2018)
- 1957 - Martin Penc, ex pistard ceco
- 1957 - Aleksandr Evgen'evič Ponomarëv, pittore russo
- 1957 - Luc Ravel, arcivescovo cattolico francese
- 1957 - Judge Reinhold, attore statunitense
- 1957 - Renée Soutendijk, attrice olandese
- 1958 - Sabine Bischoff, schermitrice tedesca († 2013)
- 1958 - Nicky Crane, attivista britannico († 1993)
- 1958 - Tom Feeney, politico e avvocato statunitense
- 1958 - Thea Gamper, ex sciatrice alpina italiana
- 1958 - Roberto Gini, gambista e direttore d'orchestra italiano
- 1958 - Curtis McMullen, matematico statunitense
- 1958 - Jim Ritcher, ex giocatore di football americano statunitense
- 1958 - František Straka, allenatore di calcio e ex calciatore ceco
- 1958 - Michele Zagaria, mafioso italiano
- 1959 - Nick Cassavetes, attore, regista e sceneggiatore statunitense
- 1959 - Lowell Cunningham, fumettista e scrittore statunitense
- 1959 - Tom Dixon, designer britannico
- 1959 - Loretta Lynch, politica statunitense
- 1959 - Tom McTigue, attore e comico statunitense
- 1959 - Massimo Mercelli, flautista italiano
- 1959 - Sean Mooney, personaggio televisivo e conduttore televisivo statunitense
- 1959 - Edo Ophof, dirigente sportivo, allenatore di calcio e ex calciatore olandese
- 1959 - Adriana Ozores, attrice spagnola
- 1959 - Italo Sandi, politico italiano
- 1959 - Julie Anne Stanzak, coreografa, ballerina e insegnante tedesca
- 1959 - Andreas Trautmann, ex calciatore tedesco orientale
- 1959 - Antoine de Maximy, giornalista, regista e personaggio televisivo francese
- 1960 - Alena Chlopcava, ex canottiera sovietica
- 1960 - Jeffrey Dahmer, serial killer statunitense († 1994)
- 1960 - Jolanta Królikowska, ex schermitrice polacca
- 1960 - Walfrido Mola, ex schermidore cubano
- 1960 - John O'Brien, scrittore statunitense († 1994)
- 1960 - Vladimir Sal'nikov, ex nuotatore sovietico
- 1961 - Brent Briscoe, attore statunitense († 2017)
- 1961 - Viktor Kuznecov, ex nuotatore sovietico
- 1961 - Simonetta Martone, conduttrice televisiva, produttrice televisiva e giornalista italiana
- 1961 - Tilbe Saran, attrice e regista teatrale turca
- 1961 - Davide Sparti, filosofo e sociologo italiano
- 1962 - Grega Benedik, ex sciatore alpino sloveno
- 1962 - Virginio Cáceres, ex calciatore paraguaiano
- 1962 - Paolo Ceccaroli, ex giocatore di baseball e allenatore di baseball italiano
- 1962 - Steve Donahue, allenatore di pallacanestro statunitense
- 1962 - Oleg Fomin, attore e regista russo
- 1962 - Roberto Frejat, cantante, compositore e chitarrista brasiliano
- 1962 - Massimo Mezzetti, politico italiano
- 1962 - Uwe Rahn, ex calciatore tedesco
- 1962 - Nina Skeime, ex fondista norvegese
- 1963 - Cha Sang-kwang, ex calciatore sudcoreano
- 1963 - Erica D'Adda, politica italiana
- 1963 - Silvana Maja, regista, scrittrice e giornalista italiana († 2019)
- 1963 - Torben Piechnik, ex calciatore danese
- 1963 - Domenico Pompili, vescovo cattolico italiano
- 1963 - Pete Sandoval, batterista salvadoregno
- 1963 - Kevin Shields, musicista irlandese
- 1963 - Greg Smith, bassista statunitense
- 1963 - Elena Vodorezova, ex pattinatrice artistica su ghiaccio sovietica
- 1964 - Massimo Bergamin, politico italiano
- 1964 - Armin Eichholz, ex canottiere tedesco
- 1964 - Costas Kapitanis, ex arbitro di calcio cipriota
- 1964 - Per Nyqvist, ex pentatleta svedese
- 1964 - Paola Saluzzi, giornalista e conduttrice televisiva italiana
- 1964 - Maria Semple, sceneggiatrice statunitense
- 1964 - Miriam Toews, scrittrice canadese
- 1965 - Monica Faenzi, politica italiana
- 1965 - Paco Llorente, ex calciatore spagnolo
- 1966 - Monika Bulaj, fotografa e giornalista polacca
- 1966 - Darla Crane, attrice pornografica, regista e modella statunitense
- 1966 - Serafina Cuomo, storica e matematica italiana
- 1966 - Russell Dive, scacchista neozelandese
- 1966 - Lisa Edelstein, attrice statunitense
- 1966 - Sujoy Ghos, regista, sceneggiatore e produttore cinematografico indiano
- 1966 - Brando Giorgi, attore e ex modello italiano
- 1966 - Iwona Kowalewska, ex pentatleta polacca
- 1966 - Zdenko Kožul, scacchista croato
- 1966 - Tat'jana Ledovskaja, ex ostacolista e velocista bielorussa
- 1966 - Andrzej Lesiak, allenatore di calcio e ex calciatore polacco
- 1966 - Lori-Ann Muenzer, ex pistard canadese
- 1966 - François Omam-Biyik, allenatore di calcio e ex calciatore camerunese
- 1966 - Gabriella Pinzari, matematica italiana
- 1966 - Simone Schettino, comico, cabarettista e regista cinematografico italiano
- 1967 - Chris Benoit, wrestler canadese († 2007)
- 1967 - Márcio Brancher, allenatore di calcio a 5 e ex giocatore di calcio a 5 brasiliano
- 1967 - Alessandro Giuliano, poliziotto, prefetto e dirigente pubblico italiano
- 1967 - Fernando Martínez Perales, allenatore di calcio e ex calciatore spagnolo
- 1968 - Ərani Beydiyev, ex calciatore azero
- 1968 - Helge Bjønsaas, ex calciatore norvegese
- 1968 - Paolo Colombo, politico italiano
- 1968 - Tom Goodman-Hill, attore e doppiatore britannico
- 1968 - Amanda Hendrix, astronoma statunitense
- 1968 - Timothy Mwitwa, calciatore zambiano († 1993)
- 1968 - Davide Tizzano, canottiere, velista e dirigente sportivo italiano
- 1969 - Pierluigi Brivio, allenatore di calcio e ex calciatore italiano
- 1969 - Linda Celani, attrice italiana
- 1969 - Georgij Gongadze, giornalista ucraino († 2000)
- 1969 - Todd Hays, ex bobbista e artista marziale misto statunitense
- 1969 - Bart Michiels, ex giocatore di calcio a 5 belga
- 1969 - Lee Nogan, ex calciatore gallese
- 1969 - Éric Ruf, attore, regista e scenografo francese
- 1969 - Brian Statham, allenatore di calcio e ex calciatore inglese
- 1969 - Allen Tankard, ex calciatore inglese
- 1969 - Amy Waldman, scrittrice e giornalista statunitense
- 1970 - Vesna Bajkuša, ex cestista jugoslava
- 1970 - Rade Bogdanović, ex calciatore serbo
- 1970 - Erbolat Dosaev, politico kazako
- 1970 - Svetlana Drăgușin, ex cestista rumena
- 1970 - Giovanni Fasce, allenatore di calcio e ex calciatore italiano
- 1970 - Pablo Gómez, allenatore di calcio e ex calciatore spagnolo
- 1970 - Romina Mura, politica italiana
- 1970 - Fred Nicole, arrampicatore svizzero
- 1970 - Taylor Sheridan, attore, sceneggiatore e regista statunitense
- 1970 - Carl Veart, allenatore di calcio e ex calciatore australiano
- 1971 - Aditya Chopra, regista, sceneggiatore e produttore cinematografico indiano
- 1971 - Craig Demmin, ex calciatore trinidadiano
- 1971 - Dwayne Demmin, ex calciatore trinidadiano
- 1971 - António Folha, allenatore di calcio e ex calciatore portoghese
- 1971 - Mauro García Juncal, ex calciatore spagnolo
- 1971 - Igor' Gračev, ex cestista e allenatore di pallacanestro russo
- 1971 - Mark Higgins, pilota di rally britannico
- 1971 - Jo Dong-gi, allenatore di pallacanestro e ex cestista sudcoreano
- 1971 - Rúni Nolsøe, ex calciatore faroese
- 1971 - Magnus Samuelsson, ex calciatore svedese
- 1971 - Cristina Sossi, ex nuotatrice italiana
- 1972 - Francesca Cristiana Conti, pallanuotista italiana
- 1972 - Elvis Ribarič, ex calciatore sloveno
- 1972 - Shanele Stires, ex cestista e allenatrice di pallacanestro statunitense
- 1972 - Stomy Bugsy, rapper e attore francese
- 1972 - Brett Tucker, attore australiano
- 1972 - The Notorious B.I.G., rapper statunitense († 1997)
- 1973 - Stewart Cink, golfista statunitense
- 1973 - Andrea De Marco, ex arbitro di calcio e opinionista italiano
- 1973 - Marcello Ferrarini, cuoco e personaggio televisivo italiano
- 1973 - Noel Fielding, comico, scrittore e attore britannico
- 1973 - Oyié Flavié, ex calciatore camerunese
- 1973 - Simon Hiscocks, velista britannico
- 1973 - Paolo Montalbán, attore filippino
- 1973 - Olena Radčenko, ex pallamanista ucraina
- 1973 - Peter Strickland, regista e sceneggiatore inglese
- 1974 - Fairuza Balk, attrice statunitense
- 1974 - Riccardo Brun, scrittore, giornalista e sceneggiatore italiano
- 1974 - Joseph Cabibbo, wrestler siriano
- 1974 - Juliet Cowan, attrice britannica
- 1974 - Maria Fernanda Cândido, attrice, conduttrice televisiva e ex modella brasiliana
- 1974 - Martin Doktor, canoista ceco
- 1974 - Masaru Hashiguchi, ex calciatore giapponese
- 1974 - Havoc, rapper e produttore discografico statunitense
- 1974 - Vittorio Mero, calciatore italiano († 2002)
- 1974 - Claudia Müller, ex calciatrice tedesca
- 1974 - Anderson Rodrigues, allenatore di pallavolo e ex pallavolista brasiliano
- 1974 - Eduardo Verástegui, attore, modello e cantante messicano
- 1975 - Marit Bergman, cantante svedese
- 1975 - Belinda Bromilow, attrice australiana
- 1975 - Michael Campbell, ex cestista statunitense
- 1975 - Diego Corpache, allenatore di calcio e ex calciatore argentino
- 1975 - Håvard Lie, ex saltatore con gli sci norvegese
- 1975 - Anthony Mundine, ex pugile e rugbista a 13 australiano
- 1975 - Angelo Pintus, comico e attore italiano
- 1975 - Juuso Pykälistö, pilota di rally finlandese
- 1975 - Lars Rehmann, ex tennista tedesco
- 1975 - Laurent Robert, ex calciatore francese
- 1975 - Stefanos-Petros Santa, pallanuotista rumeno
- 1975 - Grant Silcock, ex tennista australiano
- 1976 - Stuart Bingham, giocatore di snooker inglese
- 1976 - Abderrahim Goumri, mezzofondista e maratoneta marocchino († 2013)
- 1976 - Andrius Jurkūnas, ex cestista e allenatore di pallacanestro lituano
- 1976 - Deron Miller, cantante e chitarrista statunitense
- 1976 - Predrag Savović, ex cestista serbo
- 1976 - Maria Taylor, cantautrice e polistrumentista statunitense
- 1976 - Christopher Tin, compositore statunitense
- 1976 - Lisandro Villagra, ex rugbista a 15 e allenatore di rugby a 15 argentino
- 1976 - Edward Watson, ex ballerino britannico
- 1977 - Paloma Duarte, attrice brasiliana
- 1977 - Quinton Fortune, allenatore di calcio e ex calciatore sudafricano
- 1977 - Trond Fredriksen, allenatore di calcio e ex calciatore norvegese
- 1977 - Damián Kirkaldy, ex cestista panamense
- 1977 - Mbomboko Ngoy, calciatore della Repubblica Democratica del Congo († 2024)
- 1977 - Mikael Östberg, ex fondista svedese
- 1977 - Giovanni Paglia, politico italiano
- 1977 - Lukáš Pleško, ex calciatore ceco
- 1977 - Kimberly Pressler, modella statunitense
- 1977 - Georges Ravignia, ex calciatore seychellese
- 1977 - Ana Revenco, politica moldava
- 1977 - Verna Rose, calciatore seychellese
- 1977 - Massimiliano Scaglia, dirigente sportivo e ex calciatore italiano
- 1977 - Ricky Williams, ex giocatore di football americano statunitense
- 1978 - Bruno Basto, ex calciatore portoghese
- 1978 - David Calder, canottiere canadese
- 1978 - Francesco Critelli, politico italiano
- 1978 - Jamaal Magloire, ex cestista e allenatore di pallacanestro canadese
- 1978 - Radomil Rous, pilota motociclistico ceco
- 1978 - Katharina Wagner, regista teatrale tedesca
- 1978 - Brendan Williams, ex rugbista a 15 australiano
- 1979 - Damián Álvarez, ex calciatore argentino
- 1979 - Mauricio Ardila, ciclista su strada colombiano
- 1979 - Tom Audenaert, attore belga
- 1979 - Mamadou Bagayoko, ex calciatore maliano
- 1979 - Briana Banks, ex attrice pornografica statunitense
- 1979 - Mickaël Buffaz, ex ciclista su strada e pistard francese
- 1979 - Jesse Capelli, ex attrice pornografica canadese
- 1979 - Svein-Erik Edvartsen, arbitro di calcio e arbitro di hockey su ghiaccio norvegese
- 1979 - Lino Guanciale, attore italiano
- 1979 - Hideo Hashimoto, ex calciatore giapponese
- 1979 - Yves Huts, bassista olandese
- 1979 - Manu Militari, rapper canadese
- 1980 - Goran Ćakić, ex cestista e dirigente sportivo serbo
- 1980 - Mamoutou Diarra, ex cestista e dirigente sportivo francese
- 1980 - Federico Gianassi, politico italiano
- 1980 - Gotye, cantautore e polistrumentista belga
- 1980 - Britt Janyk, ex sciatrice alpina canadese
- 1980 - Jones Kusi-Asare, ex calciatore svedese
- 1980 - Hugo Leal, allenatore di calcio e ex calciatore portoghese
- 1980 - Anika Moa, cantante neozelandese
- 1980 - Serge Mputu, ex calciatore della Repubblica Democratica del Congo
- 1980 - Ol'ga Peretjat'ko, soprano russo
- 1980 - Benoît Peschier, canoista francese
- 1980 - Joel Riddez, allenatore di calcio e ex calciatore svedese
- 1980 - Josh Santacaterina, ex nuotatore australiano
- 1980 - Ilse Van Den Vonder, ex cestista belga
- 1980 - Man Lo Zhang, attrice e personaggio televisivo cinese
- 1981 - Scott Aaronson, informatico e divulgatore scientifico statunitense
- 1981 - Craig Anderson, ex hockeista su ghiaccio statunitense
- 1981 - Jaroslav Beláň, ex calciatore slovacco
- 1981 - Beth Botsford, ex nuotatrice statunitense
- 1981 - Edson Buddle, allenatore di calcio e ex calciatore statunitense
- 1981 - Žarko Čabarkapa, ex cestista e dirigente sportivo montenegrino
- 1981 - Kris De Wree, ex calciatore belga
- 1981 - Josh Hamilton, giocatore di baseball statunitense
- 1981 - Jonas Høgh-Christensen, velista danese
- 1981 - Zdeněk Hřib, medico e politico ceco
- 1981 - Kristián Kudroč, hockeista su ghiaccio slovacco
- 1981 - Serhij Machno, architetto ucraino
- 1981 - Joe Mazzuca, giocatore di baseball statunitense
- 1981 - Maximilian Mutzke, cantante tedesco
- 1981 - Marc Pfertzel, ex calciatore francese
- 1981 - Paul Rachubka, ex calciatore statunitense
- 1981 - Peter Rajniak, ex cestista e allenatore di pallacanestro lussemburghese
- 1981 - Anna Rogowska, ex astista polacca
- 1981 - Tyrone Sawyers, ex calciatore giamaicano
- 1981 - Belladonna, ex attrice pornografica statunitense
- 1982 - Linda Collini, attrice, modella e conduttrice televisiva italiana
- 1982 - Kōta Ibushi, wrestler e artista marziale misto giapponese
- 1982 - Ricardo Lamas, artista marziale misto statunitense
- 1982 - Helen Langehanenberg, cavallerizza tedesca
- 1982 - Jaime Miguel Linares, calciatore angolano
- 1982 - Ma'a Nonu, rugbista a 15 neozelandese
- 1982 - Joel Queirós, giocatore di calcio a 5 portoghese
- 1982 - Mike Temwanjera, ex calciatore zimbabwese
- 1983 - Giuseppe Aquaro, calciatore svizzero
- 1983 - Luca Azzolini, scrittore e curatore editoriale italiano
- 1983 - Leva Bates, wrestler statunitense
- 1983 - Līga Dekmeijere, tennista lettone
- 1983 - Jasper Johnson, cestista statunitense († 2021)
- 1983 - Adrian Nalați, ex calciatore rumeno
- 1983 - Anjulie, cantante canadese
- 1983 - Kaori Shimizu, attrice e doppiatrice giapponese
- 1984 - Parag Agrawal, informatico e dirigente d'azienda indiano
- 1984 - Wouter Biebauw, ex calciatore belga
- 1984 - Marco Boni, astista e bobbista italiano
- 1984 - Jarrett Bush, ex giocatore di football americano statunitense
- 1984 - Brandon Fields, giocatore di football americano statunitense
- 1984 - George Florescu, ex calciatore rumeno
- 1984 - Michail Galaktionov, allenatore di calcio russo
- 1984 - Sara Goller, giocatrice di beach volley tedesca
- 1984 - Léandre Griffit, ex calciatore francese
- 1984 - Maiko Itai, modella giapponese
- 1984 - Marek Jarolím, ex calciatore ceco
- 1984 - Ali Kamé, multiplista e ostacolista malgascio
- 1984 - Mark McCutcheon, ex hockeista su ghiaccio statunitense
- 1984 - Ivo Minář, allenatore di tennis e ex tennista ceco
- 1984 - Gavrilo Petrović, ex calciatore montenegrino
- 1984 - Lorena Van Heerde, modella spagnola
- 1984 - Patrick Villars, ex calciatore ghanese
- 1984 - Valeryj Žukoŭski, ex calciatore bielorusso
- 1985 - Eloi Amagat, ex calciatore spagnolo
- 1985 - Mutya Buena, cantante britannica
- 1985 - Alison Carroll, attrice, ex modella e ex ginnasta inglese
- 1985 - Marco Carta, cantante italiano
- 1985 - Mark Cavendish, ex ciclista su strada e pistard britannico
- 1985 - Alex Danson, hockeista su prato britannica
- 1985 - Ingibjörg Egilsdóttir, modella islandese
- 1985 - Galena, cantante bulgara
- 1985 - Jordan Hasquet, ex cestista statunitense
- 1985 - Lucie Hradecká, ex tennista ceca
- 1985 - Matt Hunwick, hockeista su ghiaccio statunitense
- 1985 - Fergus Kavanagh, hockeista su prato australiano
- 1985 - Jody Kristofferson, wrestler statunitense
- 1985 - Dušan Kuciak, calciatore slovacco
- 1985 - Abdurahim Laajab, ex giocatore di calcio a 5 e calciatore norvegese
- 1985 - Marie McCray, attrice pornografica statunitense
- 1985 - Andrew Miller, giocatore di baseball statunitense
- 1985 - Aung La Nsang, artista marziale misto birmano
- 1985 - Alexander Dale Oen, nuotatore norvegese († 2012)
- 1985 - Nika Ožegović, ex tennista croata
- 1985 - Kano, rapper e attore britannico
- 1985 - Símun Samuelsen, allenatore di calcio e ex calciatore faroese
- 1985 - Silvio Schembri, politico maltese
- 1985 - Anna Vida, ex cestista ungherese
- 1985 - Vaidotas Volkus, cestista lituano
- 1986 - David Ajala, attore britannico
- 1986 - Yalennis Castillo, judoka cubana
- 1986 - Mohamed Chakouri, ex calciatore francese
- 1986 - Maud Coutereels, calciatrice belga
- 1986 - Marko Dinjar, allenatore di calcio e ex calciatore croato
- 1986 - Edimar Curitiba Fraga, calciatore brasiliano
- 1986 - Rosa Feola, soprano italiano
- 1986 - Hwang Kyung-seon, taekwondoka sudcoreana
- 1986 - Qədir Hüseynov, scacchista azero
- 1986 - Ahmed Ali Kamel, ex calciatore egiziano
- 1986 - Tobias Kamke, ex tennista tedesco
- 1986 - Pedro Larrea, ex calciatore ecuadoriano
- 1986 - Varvara Lepchenko, tennista uzbeka
- 1986 - Ricardo Lockette, ex giocatore di football americano statunitense
- 1986 - Guillaume Loriot, ex calciatore francese
- 1986 - Madson, ex calciatore brasiliano
- 1986 - Mario Mandžukić, ex calciatore croato
- 1986 - Denis Moisejčenkov, bobbista russo
- 1986 - Myra, cantante statunitense
- 1986 - Jetmir Nina, ex calciatore albanese
- 1986 - Bambale Osby, ex cestista statunitense
- 1986 - Park So-jin, cantante e attrice sudcoreana
- 1986 - Thomas Phibel, ex calciatore francese
- 1986 - Da'Vine Joy Randolph, attrice statunitense
- 1986 - Ricardo Martins Pereira, ex calciatore brasiliano
- 1986 - Eddie Royal, giocatore di football americano statunitense
- 1986 - Éder Sánchez, marciatore messicano
- 1986 - Jan Willem Snippe, pallavolista olandese
- 1986 - Darrell Strong, giocatore di football americano statunitense
- 1986 - Maska, rapper francese
- 1986 - Aidas Viskontas, cestista lituano
- 1986 - Matt Wieters, giocatore di baseball statunitense
- 1987 - Giovanni Bardis, sollevatore francese
- 1987 - David Braz, calciatore brasiliano
- 1987 - Ashlie Brillault, attrice e avvocatessa statunitense
- 1987 - Leandro Cuzzolino, giocatore di calcio a 5 argentino
- 1987 - Allan Dykstra, giocatore di baseball statunitense
- 1987 - Marcus Falk-Olander, ex calciatore svedese
- 1987 - Carlos Fondacaro, ex calciatore argentino
- 1987 - Hit-Boy, produttore discografico, rapper e cantautore statunitense
- 1987 - Cody Johnson, cantautore e cantante statunitense
- 1987 - Samuela Kautoga, calciatore figiano
- 1987 - Juan Diego Madrigal, calciatore costaricano
- 1987 - Léo Jaraguá, giocatore di calcio a 5 brasiliano
- 1987 - Wilson Morelo, calciatore colombiano
- 1987 - Masato Morishige, calciatore giapponese
- 1987 - Benoît Piffero, rugbista a 15 canadese
- 1987 - Jerome Randle, cestista statunitense
- 1987 - Daria Schneider, schermitrice statunitense
- 1987 - Jakub Tosik, calciatore polacco
- 1988 - Felipe Alves Raymundo, calciatore brasiliano
- 1988 - Bianca Bagnarelli, illustratrice e fumettista italiana
- 1988 - Chase Baker, ex giocatore di football americano e allenatore di football americano statunitense
- 1988 - Omar Esparza, ex calciatore messicano
- 1988 - Jonathan Howson, calciatore inglese
- 1988 - Rudy Jomby, ex cestista francese
- 1988 - Kim Joo-ri, modella sudcoreana
- 1988 - Yūtarō Kobayashi, giocatore di football americano giapponese
- 1988 - Kaire Leibak, ex triplista estone
- 1988 - Idir Ouali, calciatore francese
- 1988 - Diana Pančenko, giornalista e conduttrice televisiva ucraina
- 1988 - Park Gyu-ri, cantante e attrice sudcoreana
- 1988 - Aída Román, arciera messicana
- 1988 - Kevin Schindler, ex calciatore tedesco
- 1989 - Rodney Bartholomew, ex cestista statunitense
- 1989 - Vicki Baugh, ex cestista statunitense
- 1989 - Lisa Demetz, ex saltatrice con gli sci italiana
- 1989 - Adin Džafić, ex calciatore bosniaco
- 1989 - Devin Gibson, ex cestista statunitense
- 1989 - Diosvelis Guerra, calciatore cubano
- 1989 - Renato Moicano, artista marziale misto brasiliano
- 1989 - Gülcan Mıngır, siepista turca
- 1989 - Kizaru, rapper russo
- 1989 - Kate Phillips, attrice britannica
- 1989 - Hal Robson-Kanu, ex calciatore inglese
- 1989 - Brett Rossi, attrice pornografica statunitense
- 1989 - Ivan Santini, calciatore croato
- 1989 - Tan Wee Kiong, giocatore di badminton malese
- 1990 - Ricardo Adé, calciatore haitiano
- 1990 - Hussain Al-Hadhri, calciatore omanita
- 1990 - Kierre Beckles, ostacolista barbadiana
- 1990 - Choi In-jeong, schermitrice sudcoreana
- 1990 - Costanza Coen, ex cestista italiana
- 1990 - Tiril Eckhoff, ex biatleta norvegese
- 1990 - Shitaye Eshete, mezzofondista e maratoneta etiope
- 1990 - Sebastián Gularte, calciatore uruguaiano
- 1990 - Josh Hill, giocatore di football americano statunitense
- 1990 - Rene Krhin, ex calciatore sloveno
- 1990 - Scotty Leavenworth, attore statunitense
- 1990 - Tatiana Luter, attrice italiana
- 1990 - Dáýren Nurǵojın, ex giocatore di calcio a 5 kazako
- 1990 - Víctor Ortíz, calciatore honduregno
- 1990 - Hayder Shkara, taekwondoka australiano
- 1990 - João Pedro Pereira Silva, calciatore portoghese
- 1990 - Felipe Tonidandel, giocatore di calcio a 5 brasiliano
- 1991 - Fedor Černych, calciatore russo
- 1991 - Abdoulay Diaby, calciatore maliano
- 1991 - Michele Fedrizzi, pallavolista italiano
- 1991 - Guilherme Costa Marques, calciatore brasiliano
- 1991 - Philip Hellquist, calciatore svedese
- 1991 - Jonathan Joseph, rugbista a 15 britannico
- 1991 - Juryj Kazloŭ, calciatore bielorusso
- 1991 - Joash Kiplimo, siepista e mezzofondista keniota
- 1991 - Konstantin Klein, cestista tedesco
- 1991 - Jevhen Makarenko, calciatore ucraino
- 1991 - Rodney McGruder, cestista statunitense
- 1991 - Eduard Nuñez, ex calciatore dominicano
- 1991 - Melisa Pavicich, ex cestista argentina
- 1991 - Sarah Ramos, attrice statunitense
- 1991 - Gianluca Scarpa, montatore italiano
- 1991 - Alekseý Şçetkïn, calciatore kazako
- 1992 - Chloe Angelides, cantautrice statunitense
- 1992 - Dylan van Baarle, ciclista su strada olandese
- 1992 - Yassine Bahassa, calciatore francese
- 1992 - Alex Bowen, sciatore freestyle statunitense
- 1992 - Devon Myles Brown, nuotatore sudafricano
- 1992 - Ryan Burnett, ex pugile britannico
- 1992 - Hutch Dano, attore statunitense
- 1992 - Shōma Doi, calciatore giapponese
- 1992 - Ousmane Doumbia, calciatore ivoriano
- 1992 - Binta Drammeh, cestista svedese
- 1992 - Lisa Evans, calciatrice scozzese
- 1992 - Diego Ferraresso, calciatore brasiliano
- 1992 - Timmy Hansen, pilota automobilistico svedese
- 1992 - Tome Kitanovski, calciatore macedone
- 1992 - Andrej Mel'ničenko, fondista russo
- 1992 - Olivia Olson, attrice, doppiatrice e cantautrice statunitense
- 1992 - Aleksandar Pešić, calciatore serbo
- 1992 - Cristian Portugués Manzanera, calciatore spagnolo
- 1992 - Juwan Staten, allenatore di pallacanestro e ex cestista statunitense
- 1992 - Rodolfo José da Silva Bardella, calciatore brasiliano
- 1993 - Hereiti Bernardino, velocista
- 1993 - Dorian Bertrand, calciatore francese
- 1993 - Arsalan Budazhapov, lottatore russo
- 1993 - Tre Demps, ex cestista statunitense
- 1993 - Luke Garbutt, calciatore inglese
- 1993 - Ghali, rapper e cantautore italiano
- 1993 - Sūḩrob Khoçaev, martellista tagiko
- 1993 - Matías Kranevitter, calciatore argentino
- 1993 - Laura Loomer, politica e opinionista statunitense
- 1993 - Curtis Nelson, calciatore inglese
- 1993 - Petăr Patev, calciatore bulgaro
- 1993 - Emily Roberts, cantante tedesca
- 1993 - Mohammed Jabbar Shwkan, calciatore iracheno
- 1993 - Sim Sang-min, calciatore sudcoreano
- 1993 - Daniel Sotres, calciatore spagnolo
- 1993 - Draško Stanivuković, politico bosniaco
- 1993 - Hikari Takagi, calciatrice giapponese
- 1993 - Lynn Williams, calciatrice statunitense
- 1994 - Denis Arreola, cavaliere italiano
- 1994 - Krzysztof Biegun, ex saltatore con gli sci polacco
- 1994 - Tom Daley, ex tuffatore britannico
- 1994 - Devin Funchess, giocatore di football americano statunitense
- 1994 - Roberto González, ciclista su strada panamense
- 1994 - Branimir Grozdanov, pallavolista bulgaro
- 1994 - Taddeo Lwanga, calciatore ugandese
- 1994 - Maciej Muzaj, pallavolista polacco
- 1994 - Evan Palmer-Charrette, ex fondista canadese
- 1994 - Jazmin Sawyers, lunghista e bobbista britannica
- 1994 - Francisco Vera, ex calciatore paraguaiano
- 1995 - Filippo Costa, calciatore italiano
- 1995 - Aitor Córdoba, calciatore spagnolo
- 1995 - Hannah Einbinder, attrice e comica statunitense
- 1995 - Costanza Esperti, calciatrice italiana
- 1995 - Judivan, calciatore brasiliano
- 1995 - Abdullah Ghanem, calciatore emiratino
- 1995 - Jarryd Hughes, snowboarder australiano
- 1995 - Danas Rapšys, nuotatore lituano
- 1995 - Zain Retherford, lottatore statunitense
- 1995 - Iago Sampaio Silva, calciatore brasiliano
- 1995 - Shō Tsuboi, pilota automobilistico giapponese
- 1996 - Moaiad Abdeen, calciatore sudanese
- 1996 - Alik Arakelyan, ex calciatore armeno
- 1996 - Amir Bell, cestista statunitense
- 1996 - Jorge Benguché, calciatore honduregno
- 1996 - Merveille Bokadi, calciatore congolese (Repubblica Democratica del Congo)
- 1996 - Devin Cannady, cestista statunitense
- 1996 - Karen Chačanov, tennista russo
- 1996 - Nikita Contini, calciatore italiano
- 1996 - Yannick Franke, cestista olandese
- 1996 - Jalen Hudson, cestista statunitense
- 1996 - Sidney Jones, giocatore di football americano statunitense
- 1996 - Sarina Koga, ex pallavolista giapponese
- 1996 - Kitija Laksa, cestista lettone
- 1996 - Ivan Lobaj, calciatore ucraino
- 1996 - Germaine Pratt, giocatore di football americano statunitense
- 1996 - Kōnstantinos Provydakīs, calciatore greco
- 1996 - Lionel Taminiaux, ciclista su strada belga
- 1996 - Dorukhan Toköz, calciatore turco
- 1996 - Eric Traoré, calciatore burkinabé
- 1996 - Indy de Vroome, tennista olandese
- 1997 - Joeboy, cantautore nigeriano
- 1997 - Philip Azango, calciatore nigeriano
- 1997 - Federico Bonazzoli, calciatore italiano
- 1997 - Paola Cuciniello, calciatrice italiana
- 1997 - David Domgjoni, calciatore kosovaro
- 1997 - Sisca Folkertsma, calciatrice olandese
- 1997 - Ludovico Fossali, arrampicatore italiano
- 1997 - Juan Carlos Gaete, calciatore cileno
- 1997 - Olin Hacker, mezzofondista statunitense
- 1997 - Dolores Hernández, tuffatrice messicana
- 1997 - Elton Prince, wrestler inglese
- 1997 - Verners Kohs, cestista lettone
- 1997 - Isaac Nauta, giocatore di football americano statunitense
- 1997 - Patrick Ngoma, calciatore zambiano
- 1997 - Mihō Nonaka, arrampicatrice giapponese
- 1997 - Serhij Petrov, calciatore ucraino
- 1997 - Sydney Pickrem, nuotatrice canadese
- 1997 - Kevin Quinn, attore e cantante statunitense
- 1997 - Purim Rattanaruangwattana, attore e cantante thailandese
- 1997 - Ribamar, calciatore brasiliano
- 1997 - Rasmus Svane, scacchista tedesco
- 1997 - Timur Žamaletdinov, calciatore russo
- 1998 - Patrik Bardhi, calciatore albanese
- 1998 - Aymen Barkok, calciatore marocchino
- 1998 - Lautaro Díaz, calciatore argentino
- 1998 - Christoph Halper, calciatore austriaco
- 1998 - Oleg Nikolaev, calciatore ucraino
- 1998 - Osman Nurməhəmmədov, lottatore azero
- 1998 - Əliabbas Rzazadə, lottatore azero
- 1998 - Felipe Souza, calciatore brasiliano
- 1998 - Ari Ólafsson, cantante islandese
- 1999 - Lucas Araújo, calciatore brasiliano
- 1999 - Rodolfo Castro, giocatore di baseball dominicano
- 1999 - Iván Chapela, calciatore spagnolo
- 1999 - Denis Genreau, calciatore francese
- 1999 - Lukas Karlberg, ex sciatore alpino svedese
- 1999 - Andreas Leknessund, ciclista su strada norvegese
- 1999 - Monica Trinca Colonel, ciclista su strada italiana
- 1999 - Alex Reese, cestista statunitense
- 1999 - Jovan Vlalukin, calciatore serbo
- 2000 - Ashleigh Alexander, sciatrice alpina canadese
- 2000 - Elhan Astanov, calciatore kazako
- 2000 - Tobías Reinhart, calciatore argentino
- 2000 - Robson Reis, calciatore brasiliano

## XXI secolo(29)
- 2001 - Guilherme Azevedo, calciatore brasiliano
- 2001 - Lemlem Hailu, mezzofondista etiope
- 2001 - Jordan Horston, cestista statunitense
- 2001 - Ruben Kluivert, calciatore olandese
- 2001 - Victor Loturi, calciatore canadese
- 2001 - Benedek Varju, calciatore ungherese
- 2001 - Rıdvan Yılmaz, calciatore turco
- 2002 - Friday Etim, calciatore nigeriano
- 2002 - Benedito Mukendi, calciatore angolano
- 2002 - Adam Tučný, calciatore slovacco
- 2002 - Bohdan V"junnyk, calciatore ucraino
- 2002 - Talisson de Almeida, calciatore brasiliano
- 2003 - Bruno Cabrera, calciatore argentino
- 2003 - Ousmane Dieng, cestista francese
- 2003 - Raphaël Eyongo, calciatore olandese
- 2003 - Agustín Hausch, calciatore argentino
- 2003 - Hwang Sun-woo, nuotatore sudcoreano
- 2003 - Aigerim Kurmangaliyeva, nuotatrice artistica kazaka
- 2003 - João Neto, calciatore brasiliano
- 2003 - Brayann Pereira, calciatore francese
- 2003 - Pia Maria, cantante austriaca
- 2004 - Aoi Itō, tennista giapponese
- 2004 - Thitipoom Marksin, tuffatore thailandese
- 2004 - João Moreira, calciatore portoghese
- 2004 - Gabriel Oualengbe, calciatore centrafricano
- 2004 - Jordan Stolz, pattinatore di velocità su ghiaccio statunitense
- 2004 - Hanne Vandewinkel, tennista belga
- 2006 - Erika Saraceni, triplista italiana
- 2007 - Koussay Maacha, calciatore tunisino

## Senza anno specificato(3)
- Elżbieta Czartoryska, nobildonna e attivista polacca († 1816)
- Patty Farchetto, conduttrice radiofonica italiana
- Masumi Itō, cantante e compositrice giapponese